# Rue du Midi 27
Das Wohn- und Geschäftshaus Rue du Midi 27 in Moutier (deutsch Münster) im Kanton Bern in der Schweiz wurde 1910 errichtet. Das Gebäude im Heimatstil steht unter Denkmalschutz.

## Lage
Das Bauwerk steht zwischen Altstadt und Bahnhof im Süden der Stadt. Nahezu freistehend prägt es dort die Kreuzung der Strassen «Rue du Midi» und «Rue de l’Est». Das Grundstück liegt direkt an der Birs im Norden sowie nördlich der Bahnlinie.

## Geschichte
Als Entwerfer gilt Isidore Giamberini. Er führte seit 1919 ein eigenes Bauunternehmen, seit 1905 bestand die Firma Giamberini, Bistoletti et De Pauli. Im Erdgeschoss wurde von 1919 bis 1956 die lokale Tageszeitung Petit Jurassien gedruckt. Als Feuille d’Avis war sie von 1891 bis 1903 die erste Zeitung des Berner Juras. Sie ging 1956 im Konkurrenzblatt Journal du Jura auf. Gegenwärtig bestehen dort Büroräume der Zeitung Le Quotidien jurassien sowie anderer Medienunternehmen (Stand März 2022).
Das Haus wurde 2000 rechtskräftig in das «Bauinventar» der Denkmalpflege des Kantons als «schützenswert» aufgenommen. Es ist als Kulturgüter-Objekt von lokaler Bedeutung («Kategorie C», Objet C) ausgewiesen.

## Beschreibung
Das Erdgeschoss hat als Druckwerkstatt eine grössere Raumhöhe und einen Sockel, bedingt durch die Nähe zum Fluss. Darüber liegen vier weitere Geschosse unter einem mächtigen Krüppelwalmdach. An der Ostseite führt ein Balkon über die gesamte Breite des Hauses. Die Ostfassade wird von einem dreistöckigen Erker geprägt. Sie wird an der Südostecke von einem Ecktürmchen mit Natursteinsockel flankiert. Abgeschlossen wird dieses von einer Loggia im dritten Geschoss. An der Nordseite führt ein Treppenaufgang ins erste Obergeschoss.

## Belege
1. 1 2 3 4  Denkmalpflege des Kantons Bern: Biel/Bienne, Rue du Midi 27. (PDF) In: Bauinventar des Kantons Bern. Kanton Bern, abgerufen am 30. März 2022.
2. ↑  chronologie-jurassienne.ch: Feuille officielle suisse du commerce (Index). (PDF, französisch, abgerufen am 30. März 2022)
3. ↑  Unter Petit Jurassien besteht seit 2011 eine Webzine mit Lokalbezug. – lepetitjurassien.ch: Un nom qui on dit en long? (französisch, abgerufen am 30. März 2022)

Koordinaten: 47° 16′ 46,9″ N, 7° 22′ 36,4″ O; CH1903: 595321 / 236536